# Wolf Creek (série de televisão)
Wolf Creek é uma série australiana, que é exibida pelo canal Stan. É um spin-off dos filmes Wolf Creek e Wolf Creek 2. A primeira temporada de Wolf Creek consiste em seis episódios, e foi lançado em 12 de maio de 2016. John Jarratt, que retratou Mick Taylor nos filmes, reprisa seu papel para a série. Em outubro de 2016, Jarratt afirmou que Wolf Creek tinha sido renovado para uma segunda Temporada.

## Enredo
Eve, uma turista americana de 19 anos, que é alvo do assassino em série xenófobo enlouquecido Mick Taylor, sobrevive a seu ataque e embarca em uma missão de vingança.

## Elenco
Principal
| Ator         | Personagem    |
| ------------ | ------------- |
| John Jarratt | Mick Taylor   |
| Lucy Fry     | Eve Thorogood |
| Dustin Clare | Sullivan Hill |

Recorrente
| Ator               | Personagem           |
| ------------------ | -------------------- |
| Deborah Mailman    | Bernadette           |
| Maya Stange        | Ingrid Thorogood     |
| Damian De Montemas | Inspetor Darwin      |
| Miranda Tapsell    | Fatima               |
| Robert Taylor      | Roland Thorogood     |
| Matt Levett        | Kevin                |
| Richard Cawthorne  | Kane                 |
| Rachel House       | Ruth                 |
| Jessica Tovey      | Kirsty               |
| Eddie Baroo        | Ginger               |
| Alicia Gardiner    | Janine               |
| Fletcher Humphrys  | Jesus (Ben Mitchell) |

## Recepção
A série recebeu críticas geralmente positivas. Nikole Gunn de Decider TV escreveu: "É lindamente filmado com cinematografia normalmente reservada para o 'Big Screen'" e que "É inesquecível". David Knox da TV Tonight premiou a estreia quatro de cinco estrelas e escreveu: "Se há uma caixa de Wolf Creek não tem verificado, é difícil de encontrar aqui".
Nos primeiros quatro dias da série, mais de 500 mil espectadores do programa, incluindo 40 mil assinantes que assistiram a todos os seis episódios.

## Promoção
Em maio de 2016, bares pop-up abriram em Sydney e Melbourne, bebidas temáticos de Wolf Creek para promover o lançamento da série.

## Prêmios e Indicações
| Ano  | Premio                   | Categoria                          | Nomeado       | Resultado | Ref.  |
| ---- | ------------------------ | ---------------------------------- | ------------- | --------- | ----- |
| 2016 | AACTA Awards             | Melhor Cinematografia na Televisão | Geoffrey Hall | Venceu    | [ 1 ] |
| 2017 | Fangoria Chainsaw Awards | Melhor Atriz de TV                 | Lucy Fry      | Pendente  | [ 2 ] |